# Club Necaxa
El Club Necaxa, conegut popularment com els Llamps del Necaxa, és un club de futbol mexicà de la ciutat d'Aguascalientes. Va ser fundat per l'enginyer anglès, W.H. Frasser, el 21 d'agost de 1923 i juga en la Primera divisió mexicana. L'equip és propietat del grup Televisa.

## Història
L'equip neix quan l'Enginyer anglès, W.H. Frasser, en aquell temps gerent general de la Compañia Mexicana de Luz y Fuerza Motriz, decideix unir dos equips que ell patrocinava Luz y Fuerza i Tranvias. Aquests dos equips es van unir en un mateix perquè donessin vida al nou nom de NECAXA provinent d'un embassament hidro-elèctric de l'Estat de Puebla. D'aquesta manera neixen els Electricistes del Necaxa el 21 d'agost de 1923.
Fou un dels clubs més forts de l'època amateur del futbol mexicà, essent conegut als anys 30 com "el campioníssim". Amb l'arribada del professionalisme, el Necaxa decideix retirar-se del futbol, no reapareixent fins al 1950-1951. L'equip desapareix de nou entre 1971 i 1982 quan la franquícia és venuda a un nou club anomenat Club Atlético Español. El club torna a esdevenir protagonista a la dècada dels 90, guanyant la seva primera lliga professional el 1994-1995. Malgrat tot, el club que jugava a l'estadi Azteca de la capital, decidí abandonar la mateixa i instal·lar-se a la població d'Aguascalientes.

## Palmarès

### Tornejos nacionals

#### Era amateur
- Lliga Amateur del Districte Federal (4): 1932-33, 1934-35, 1936-37, 1937-38
- Campió de Campions Amateur (2): 1931, 1935-36
- Copa Mèxic (4): 1924-25, 1925-26, 1932-33, 1935-36.

#### Era professional
- Lliga mexicana de futbol (3): 1994-95, 1995-96, Hivern 1998
- Copa Mèxic (3): 1959-60, 1965-66, 1994-95
- Campió de Campions (2): 1965-66, 1994-95
- InterLiga (1): 2007

### Tornejos internacionals
- Copa de Campions de la CONCACAF (1): 1999
- Recopa de la CONCACAF (1):1994